# Alexandre Pinchon
Pour les articles homonymes, voir Pinchon.
Alexandre Pinchon (né le 28 juillet 1825 à Rouen et mort le 2 février 1880 à Maisons-Laffitte) est un architecte français.

## Biographie
Alexandre Frédéric Pinchon est le fils de l'architecte Nicolas François Pinchon. Il épouse Léonide Appoline Cottard le 26 décembre 1866 à Paris (11e arrondissement).
Élève de Félix Duban, il intègre l'École des beaux-arts de Paris en 1848.